# Picturesque Matchstickable Messages from the Status Quo
Picturesque Matchstickable Messages from the Status Quo is het debuutalbum van de Britse psychedelische-rockgroep Status Quo. Het is uitgebracht op 27 september 1968 door Pye Records. Op het album staat een groot aantal covers, zoals het nummer "Green Tambourine" van The Lemon Pipers.

## De singles
De eerste single van het album zou aanvankelijk "Gentleman Joe's Sidewalk Café" zijn, met het door Francis Rossi geschreven "Pictures of Matchstick Men" als B-kant, maar deze nummers werden uiteindelijk omgedraaid. Zo werd de A-kant "Pictures of Matchstick Men" en de B-kant "Gentleman Joe's Sidewalk Café". Deze eerste single bereikte de zevende positie in het Verenigd Koninkrijk. Het is de enige hit van Status Quo in de Verenigde Staten, waar het de twaalfde positie bereikte. In Canada haalde deze single de achtste plaats.
De tweede single van het album werd op 29 maart uitgebracht en was een mislukking en werd zelfs "a carbon copy of "Pictures of Matchstick Men"" genoemd. Op de A-kant stond het wederom door Rossi geschreven "Black Veils of Melancholy" en op de B-kant stond het door organist Roy Lynes gecomponeerde "To Be Free", een nummer dat niet op het album zelf is verschenen.
De derde en laatste single van dit album was "Ice in the Sun". Dit nummer was oorspronkelijk geschreven door Marty Wilde en Ronnie Scott (niet de jazzmuzikant). Als B-kant werd het door Rossi en Rick Parfitt geschreven When My Mind is Not Live gebruikt. In het Verenigd Koninkrijk bereikte deze single de achtste en in Canada de negenentwintigste positie.
Het album bereikte de twaalfde plek in het Verenigd Koninkrijk. De band was aanvankelijk van plan om een vierde single uit te brengen, "Technicolour Dreams" met het door Marty Wilde en Ronnie Scott geschreven "Paradise Flat" - maar dit plan ging niet door. In plaats van deze album-track als single uit te brengen, besloot de band een nummer te kiezen dat niet op het album was verschenen. De nieuwe single werd het door Rossi en Parfitt geschreven "Make Me Stay a Bit Longer", met het door de bassist Alan Lancaster geschreven "Auntie Nellie" op de B-kant. Deze single, die werd uitgebracht op 31 januari 1969, was de laatste uitgave van de band als 'the' Status Quo. Hun eerstvolgende single, "Are You Growing Tired of My Love", bracht de band uit onder de naam 'Status Quo'.

## Tracklist
| Nr. | Titel                                         | Duur |
| --- | --------------------------------------------- | ---- |
| 1.  | Black Veils of Melancholy (Francis Rossi)     | 3:17 |
| 2.  | When My Mind Is Not Live (Rossi/Rick Parfitt) | 2:50 |
| 3.  | Ice in the Sun (Marty Wilde/Ronnie Scott)     | 2:13 |
| 4.  | Elizabeth Dreams (Wilde/Scott)                | 3:29 |
| 5.  | Gentleman Joe's Sidewalk Café (Kenny Young)   | 3:01 |
| 6.  | Paradise Flat (Wilde/Scott)                   | 3:13 |
| 7.  | Technicolour Dreams (Anthony King)            | 2:54 |
| 8.  | Sheila (Tommy Roe)                            | 1:56 |
| 9.  | Spicks and Specks (Barry Gibb)                | 2:46 |
| 10. | Sunny Cellophane Skies (Alan Lancaster)       | 2:47 |
| 11. | Green Tambourine (Paul Leka/Shelly Pinz)      | 2:19 |
| 12. | Pictures of Matchstick Men (Rossi)            | 3:13 |

| Nr. | Titel                                     | Duur |
| --- | ----------------------------------------- | ---- |
| 13. | To Be Free (Roy Lynes)                    | 2:37 |
| 14. | Make Me Stay a Bit Longer (Rossi/Parfitt) | 2:55 |
| 15. | Auntie Nellie (Lancaster)                 | 3:22 |

| Nr. | Titel                                                         | Duur |
| --- | ------------------------------------------------------------- | ---- |
| 13. | To Be Free (Lynes)                                            | 2:37 |
| 14. | Make Me Stay a Bit Longer [Alternate version] (Rossi/Parfitt) | 2:55 |
| 15. | Auntie Nellie (Lancaster)                                     | 3:22 |
| 16. | Interview With Brian Matthew                                  | 1:07 |
| 17. | Pictures of Matchstick Men (Rossi)                            | 3:13 |
| 18. | Things Get Better (Steve Cropper/Eddie Floyd/Wayne Jackson)   | 2:11 |
| 19. | Spicks and Specks (Gibb)                                      | 2:48 |
| 20. | Judy in Disguise (With Glasses) (Andrew Bernard/John Fred)    | 2:45 |
| 21. | Interview                                                     | 1:18 |
| 22. | Make Me Stay a Bit Longer (Rossi/Parfitt)                     | 2:48 |
| 23. | Black Veils of Melancholy [Stereo Remix] (Rossi)              | 3:16 |
| 24. | When My Mind Is Not Live [Stereo Remix] (Rossi/Parfitt)       | 3:02 |
| 25. | Ice in the Sun [Stereo Remix] (Scott/Wilde)                   | 2:15 |
| 26. | Elizabeth Dreams [Stereo Remix] (Scott/Wilde)                 | 3:49 |
| 27. | Gentleman Joe's Sidewalk Café [Stereo Remix] (Young)          | 3:02 |
| 28. | Paradise Flat [Stereo Remix] (Scott/Wilde)                    | 3:15 |
| 29. | Technicolour Dreams [Stereo Remix] (King)                     | 3:19 |
| 30. | Sheila [Stereo Remix] (Roe)                                   | 1:57 |
| 31. | Spicks and Specks [Stereo Remix] (Gibb)                       | 2:54 |
| 32. | Sunny Cellophone Skies [Stereo Remix] (Lancaster)             | 2:48 |
| 33. | Green Tambourine [Stereo Remix] (Leka/Pinz)                   | 2:20 |
| 34. | Pictures of Matchstick Men [Stereo Remix] (Rossi)             | 3:16 |
| 35. | Auntie Nellie (Lancaster)                                     | 3:33 |
| 36. | Gloria (Van Morrison)                                         | 2:47 |
| 37. | Interview With Francis Rossi                                  | 0:49 |
| 38. | I (Who Have Nothing) (Carlo Donida/Jerry Leiber/Mike Stoller) | 3:03 |
| 39. | Neighbour, Neighbour (Valier)                                 | 2:38 |
| 40. | I Don't Want You (Dello/Porter)                               | 2:34 |
| 41. | Almost But Not Quite There (Barlow/Rossi)                     | 2:38 |
| 42. | Spicks and Specks (Gibb)                                      | 2:47 |
| 43. | Gloria (Van Morrison)                                         | 2:43 |
| 44. | Interview With Alan Lancaster                                 | 1:00 |
| 45. | Black Veils of Melancholy (Rossi)                             | 3:14 |
| 46. | Bloodhound [BBC Sessions] (Bright)                            | 2:05 |

## Bezetting
- Francis Rossi - zang en leadgitaar
- Rick Parfitt - zang en slaggitaar
- Alan Lancaster - basgitaar
- John Coghlan - drums
- Roy Lynes - zang en orgel